# 367 Amicitia
Amicitia (asteroide 367) é um asteróide da cintura principal com um diâmetro de 19,13 quilómetros, a 2,0058759 UA. Possui uma excentricidade de 0,0960705 e um período orbital de 1 207,38 dias (3,31 anos).
Amicitia tem uma velocidade orbital média de 19,9943819 km/s e uma inclinação de 2,94321º.
Esse asteroide foi descoberto em 19 de Maio de 1893 por Auguste Charlois.